# Triumful Fundației
Triumful Fundației (1999) (engleză Foundation's Triumph) este un roman science fiction scris de David Brin, a cărui acțiune se petrece în universul Fundației creat de Isaac Asimov. Este a treia carte a celei de-a doua trilogii a Fundației, scrisă după moartea lui Asimov de trei autori și autorizată de patrimoniul Asimov.
Brin sintetizează într-un întreg consistent zeci de romane și povestiri din cadrul Fundației-Imperiului-Roboților lui Asimov, Roger MacBride Allen și a altor autori autorizați să scrie în cadrul acestui univers. La finalul cărții este inclus un apendice cronologic compilat de Attila Torkos.

## Intriga
Triumful Fundației începe cu Hari Seldon trecându-și în revistă viața și acceptând că și-a îndeplinit "scopul". Întâlnind un birocrat pe nume Horis Antic - care îi expune o teorie conform căreia anumite tipuri de soluri de pe unele planete se află în corelație cu psihoistoria - Seldon acceptă să călătorească pe planetele care susțin teoria acestuia, ajungând pe Demarchia.
În același timp, Dors Venabili merge pe Panucopia pentru a se întâlni cu Lodovik Trema, un robot căruia i-au fost șterse Cele trei legi ale roboticii. Lodovic îi înmânează capul lui R. Giskard Reventlov, robotul care a pus bazele Legii Zero împreună cu R. Daneel Olivaw, iar Dors află cu această ocazie că cei doi roboți nu au consultat niciun om când au formulat legea cu pricina. Ulterior, cei doi se vor alătura unei facțiuni de ciborgi rebeli.
Al treilea fir narativ al romanului se desfășoară pe planeta Eos, unde Daneel discută cu posibilul său succesor, Zun Lurrin. Un element inedit îl constituie scrierea tuturor capitolelor care îl au ca personaj principal pe Daneel cu caractere diferite de restul romanului.
Iahtul cu cate călătorește Seldon este capturat de rebelii de pe planeta renașterii Ktlina, care îi arată acestuia vechi nave spațiale cu multe capsule de date din trecutul omenirii. Roboții distrug capsulele de date și navele vechi cu permisiunea lui Seldon. În timpul zborului spre Trantor, rebelul Gornon Vlimt se dovedește a fi un robot calvinian care dorește să îl trimită pe Hari în viitor.
Toate facțiunile se reunesc pe Pământ, iar calvinenii sunt opriți de Daneel și Wanda Seldon. Seldon și Daneel se întâlnesc pentru ultima oară pentru a discuta despre filozofie. În ciuda unei aparente dominații viitoare a Gaiei, Seldon este încrezător în faptul că al Doilea Imperiul Galactic va include atât cele două Fundații, conform Planului Seldon, cât și Galaxia. "Peste o mie de ani se vor mai publica ediții ale Enciclopediei Galactice?" întreabă Seldon, pariind că, dacă se va dovedi că are dreptate, se vor scoate periodic ediții revizuite ale ei. Ținând cont că majoritatea romanelor Fundației folosesc Enciclopedia ca motto pentru capitolele lor, se pare că Seldon a prezis corect succesul sintezei dintre cele două Fundații și Galaxia.

### Capitolele cărții
| 1. Un destin prevăzut 2. O molimă străveche 3. Crime secrete | 4. Un proiect magnific 5. O întâlnire recurentă 6. Cercul se închide |

## Continuare posibilă
Brin afirmă în carte că își imaginează scrierea unei continuări la Triumful Fundației, realizată de el sau de alt autor. El s-a abținut de la a da detalii despre acest lucru, dar a afirmat că s-ar putea să scrie un început al acestei continuări, lucru pe care l-a realizat ulterior pe site-ul său sub titlul "Denouement".